# Harrison (Idaho)
Harrison é uma cidade localizada no estado americano de Idaho, no Condado de Kootenai.

## Demografia
Segundo o censo americano de 2000, a sua população era de 267 habitantes.
Em 2006, foi estimada uma população de 282, um aumento de 15 (5.6%).

## Geografia
De acordo com o United States Census Bureau tem uma área de
1,3 km², dos quais 1,1 km² cobertos por terra e 0,2 km² cobertos por água. Harrison localiza-se a aproximadamente 673 m acima do nível do mar.

## Localidades na vizinhança
O diagrama seguinte representa as localidades num raio de 28 km ao redor de Harrison.